# Histoire philatélique et postale de la Suisse

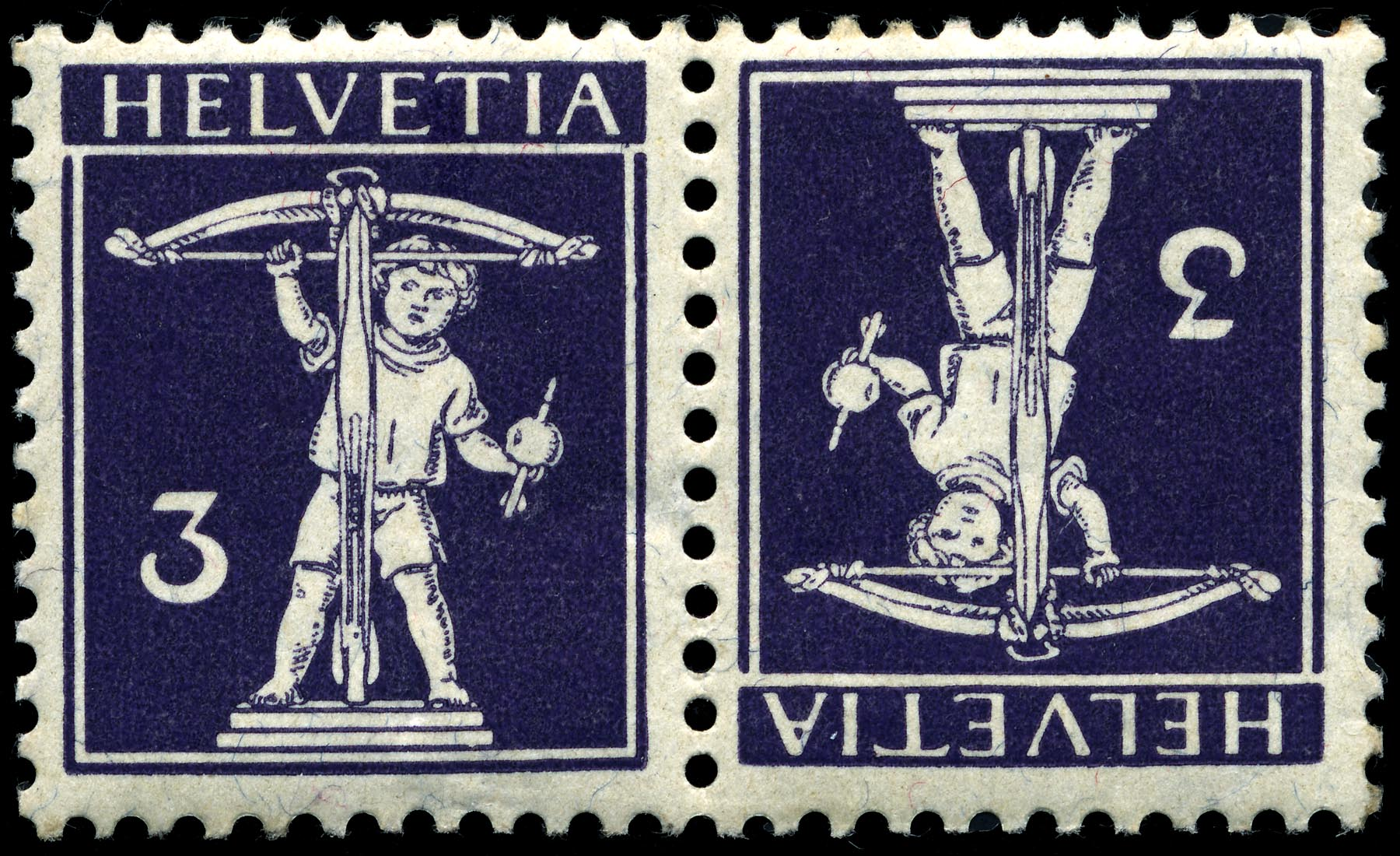
Tête-bêche de Guillaume Tell

Ceci est une introduction à l'histoire postale et philatélique  de la Suisse.

## Départements français

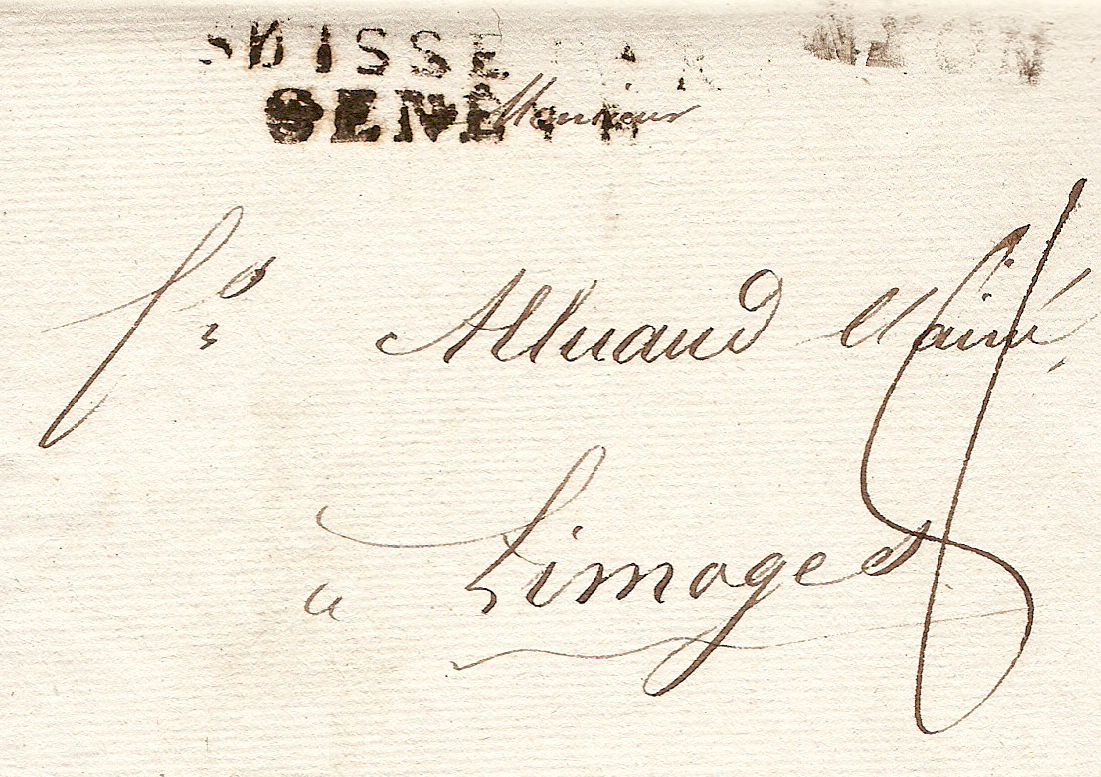
Lettre de Nyon de 1811 avec une marque d'entrée en France par Genève

Durant les Invasions françaises de la Suisse en 1792 et 1798 et sous l'Empire, la France en annexa des parties qui furent intégrées dans de nouveaux départements (voir Liste des 130 départements de 1811. L'administration postale a donc mis en place des marques postales linéaires sur le même modèle que celui de la France.
Ainsi Genève était le chef-lieu du département du Léman et avait comme numéro de département 99. On trouve donc des lettres avec la marque 99 GENEVE. On rencontre également des marques d'entrée en France par Genève (donc opérant comme bureau français).
Plus précisément et concernant le Léman, la plus grande partie provenait de la Savoie et de l'Ain et y retourna en 1815. Les bureaux de poste qui ont émis des marques postales linéaires étaient les suivants : Bonneville, Cluses, Collonges, Évian, Ferney-Voltaire, Frangy, Gex, La Roche-sur-Foron, Sallanches, Thonon.
Deux autres départements ont été en majeure partie rattachés à la Suisse en 1815 : le Mont-Terrible et le Simplon.

### Mont-Terrible
Le département du Mont-Terrible a été sous administration française du 23 mars 1793 au 17 février 1800 où il fut rattaché au Haut-Rhin. Son numéro de département était le 87.
En 1815, ce territoire fut partagé entre le département du Doubs (Montbéliard) et le canton de Berne (actuel canton du Jura et Jura bernois).
| Ville       | Marque port du  | Marque port payé    | Marque déboursé       | Date | remarques                  |
| ----------- | --------------- | ------------------- | --------------------- | ---- | -------------------------- |
| Porrentruy  | 87 PORENTRUY    | P 87 P PORENTRUY    | manuscrit puis DEB... | 1797 | Empreinte en noir ou à sec |
| Bienne      | 87 BIENNE       | P 87 P BIENNE       | -                     | 1799 |                            |
| Delémont    | 87 DELLEMONT    | -                   | -                     | 1794 |                            |
| Montbéliard | 87 MONTBELLIARD | P 87 P MONTBELLIARD | -                     | 1797 | maintenant en France       |

On trouve également les marques suivantes :
- « COMMUNE DE COURTELARY R.F. » (Courtelary)
- « Dépt du mont Terrible »

### Simplon
Le département du Simplon a été sous administration française du 15 octobre 1810 au 15 mars 1815. Son numéro de département était le 127.
| Ville                   | Marque port du           | Marque port payé             | Marque déboursé              | Date | remarques                                  |
| ----------------------- | ------------------------ | ---------------------------- | ---------------------------- | ---- | ------------------------------------------ |
| Sion                    | 127 SION                 | P 127 P SION                 | D 127 P SION                 | 1810 | On trouve des empreintes avec le 17 gratté |
| Brigue                  | 127 BRIG                 | P 127 P BRIG                 | -                            | 1811 | On trouve des empreintes avec le 17 gratté |
| Loèche                  | 127 LOECHE               | P 127 P LOECHE               | -                            | 1813 |                                            |
| Martigny                | 127 MARTIGNY             | P 127 P MARTIGNY             | D 127 B MARTIGNY             | 1810 | Empreintes en noir et rouge                |
| Sierre                  | 127 SIERRE               | -                            | -                            |      |                                            |
| Saint-Maurice-en-Valais | 127 St MAURICE EN VALAIS | P 127 P St MAURICE EN VALAIS | D 127 B St MAURICE EN VALAIS | 1811 | Empreintes en noir et rouge                |
| Viège                   | 127 VIEGE                | -                            | -                            |      |                                            |

On trouve également des courriers avec :
- Préfet Dépt du Simplon
- Préfet du Simplon

## Postes cantonales

### Zurich

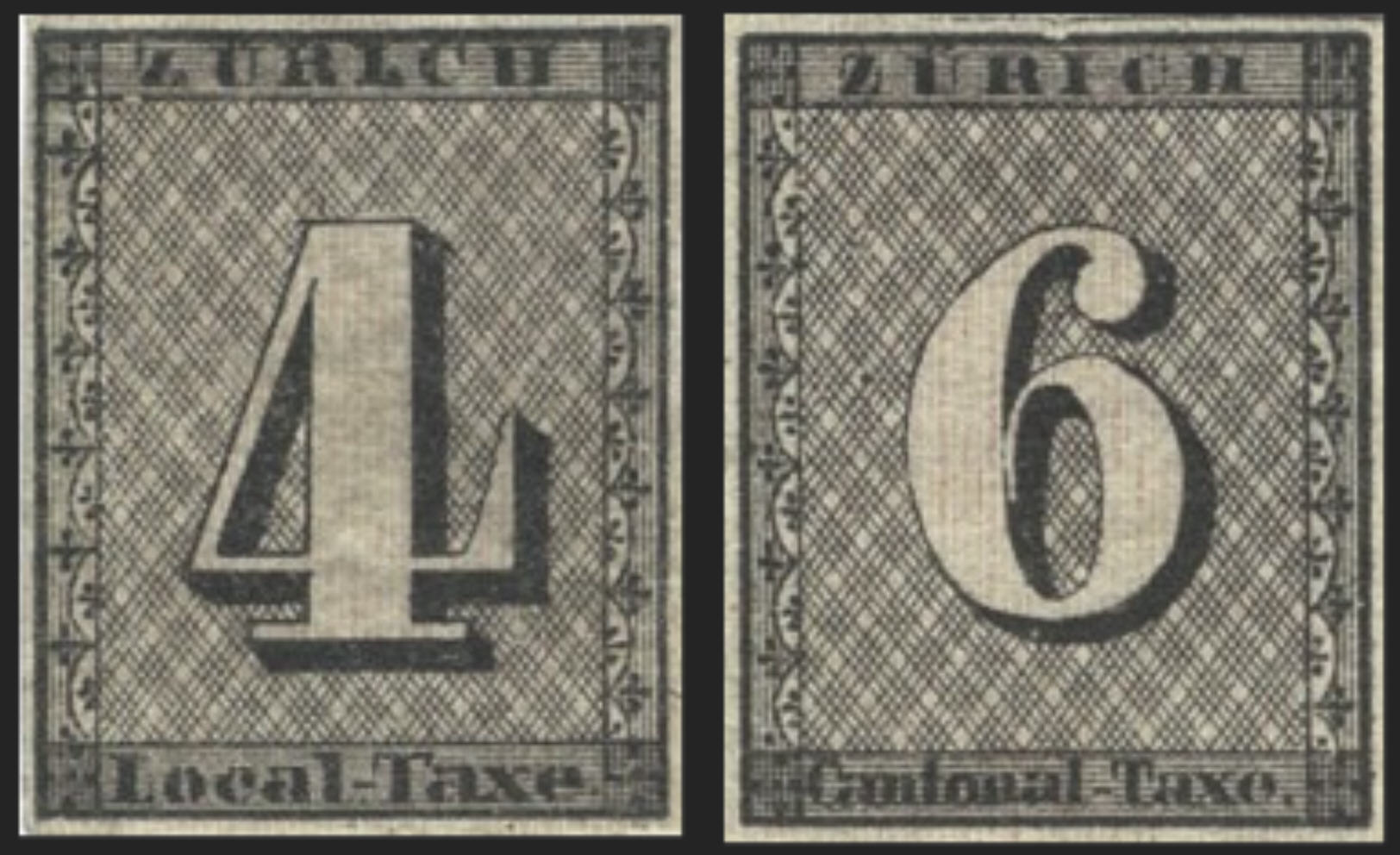
4 et 6 rappen de Zürich 1843

Les 4 et 6 rappen de Zürich sont les deux premiers timbres-poste émis par les postes du canton de Zurich le 1er mars 1843.

### Genève

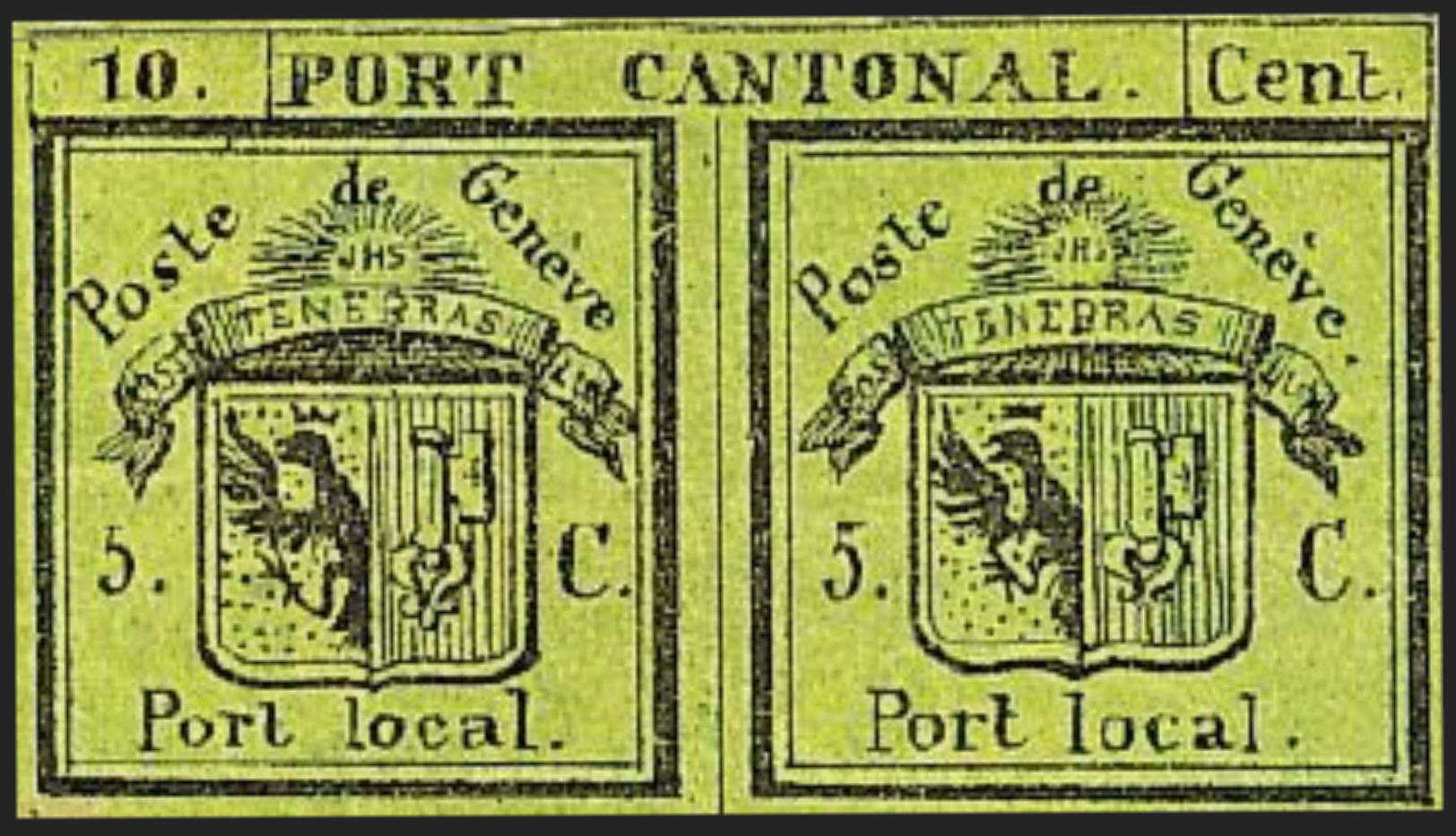
Double de Genève 1843

Le Double de Genève est le nom donné aux premiers timbres émis par la poste du canton de Genève en 1843.

### Bâle

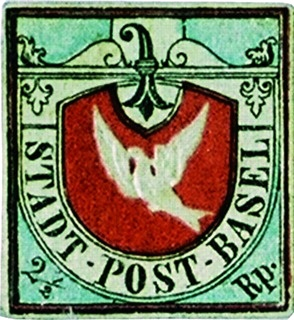
Colombe de Bâle 1845

La Colombe de Bâle est le nom donné au premier timbre émis par la poste du canton de Bâle en 1845.
Un bureau français a également fonctionné à Bâle. Il disposait en particulier d'un cachet d'oblitération par losange petits chiffres ayant pour numéro 3705 et d'un cachet gros chiffre ayant pour numéro 5081.

## Les postes fédérales auXIXesiècle
La création de l'État fédéral de 1848 a engendré la création de la poste fédérale en 1849.

### Premières émissions

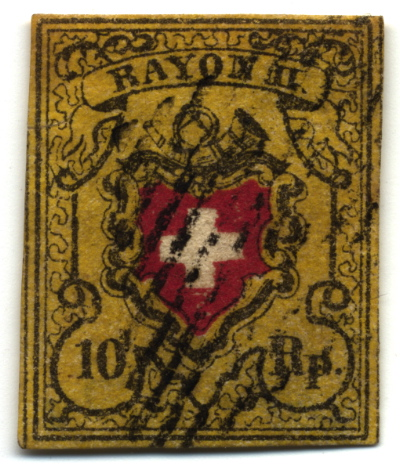
Timbre Rayon II à 10 rappen de 1850

La première émission s'est étalée entre 1850 et 1852. Elle était basée sur une taxation liée à la distance, à partir d'un point de départ de l'envoi, on évaluait différents rayons quant à la circonférence du territoire couvert, d'où le nom des premières vignettes.
Pour les lettres ordinaires les tarifs étaient les suivants (les valeurs étaient exprimées en rappen, traduction alémanique de centimes).
| Type         | Tarif      | Distance (lieues) | Distance (km)  |
| ------------ | ---------- | ----------------- | -------------- |
| Poste locale | 2 ½ rappen |                   |                |
| Rayon I      | 5 rappen   | moins de 2        | moins de 9,6   |
| Rayon II     | 10 rappen  | de 2 à 10         | de 9,6 à 48    |
| Rayon III    | 15 rappen  | de 10 à 40        | de 40 à 200    |
| Rayon IV     | 20 rappen  | au-delà de 40     | au-delà de 200 |

Quatre types de timbres furent émis correspondant aux quatre premiers niveaux. La mention de distance figurait dans le bandeau en haut du timbre, avec un embryon de multi-linguisme. En effet, la première valeur existait avec deux libellés : « POSTE LOCALE » et « ORTS-POST. ». Ils furent imprimés sur les presses lithographiques de Carl Durheim.

### Helvetia

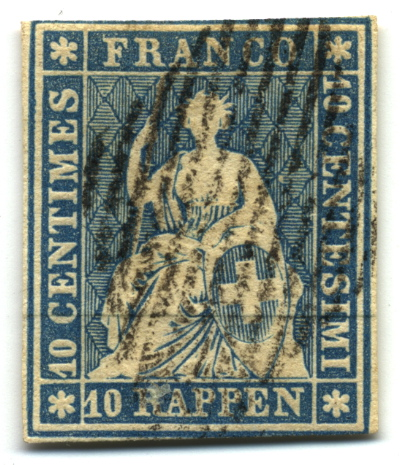
Helvetia de 1854

Le 15 septembre 1854, la Suisse a lancé sa première série utilisant la silhouette « Helvetia ». Elle était non dentelée et a donné lieu à plusieurs fabrications (Berne et également Munich) de plusieurs séries. Le multilinguisme était plus affirmé, les valeurs étant exprimées en centimes, rappen (allemand) et centesimi (italien).
Ces timbres contenaient un dispositif « anti-faussaire » qui sera souvent repris par la suite sous la forme d'un fil de soie englobé dans le support papier.

## De 1900 à 1914

### Association suisse des négociants en philatélie
Cette association est fondée en 1909 par 14 négociants en philatélie, sous le nom de Verband schweizerischer Postwertzeichenhändler. Elle prend son nom actuel après la Seconde Guerre mondiale. L'association rédige un Catalogue officiel, dont le nom est abrégé en Catalogue des timbres suisses (CTS ; en allemand : Schweizer Briefmarken Katalog, SBK). Pour ses 100 ans, l'association organise une manifestation intitulée Swiss Stamp Show à Rapperswil. La Poste publie un timbre spécial de 1 franc de couleur vert-clair pour l'occasion, dessiné par Martine Dietrich et prenant pour modèle, avec le logo de l'association, un timbre de 1909 représentant le fils de Guillaume Tell brandissant une arbalète,.

## Émissions de bienfaisance
- Pro Juventute (timbre)
- PTT

## De 1970 à 1998
- PTT

## XXIesiècle
Depuis le 1er janvier 1998, La Poste est une société de service postal appartenant à la Confédération suisse et ayant son siège à Berne.